# Sonetni venec (France Prešeren)
Sonétni vênec je pesniška oblika in naslov pesmi, ki jo je France Prešeren napisal v drugi polovici leta 1833, objavljena pa je bila 22. februarja 1834, v nemškem časopisu Illyrisches Blatt oziroma v njegovi posebni prilogi. Venec je sestavljen iz 14 sonetov in dodatnega, 15. soneta - akrostiha - ki ga je Prešeren naslovil z Magistrale in je sestavljen iz začetnih črk imena Prešernove ljubezni (muze) – Primičeve Julije.
Drugič je bil Sonetni venec natisnjen v Poezijah (1846), vendar v dveh variantah. Poezije so izšle v nakladi 1200 izvodov. V 150 izvodih je bil Sonetni venec natisnjen tak kot leta 1834; teh 150 izvodov je vzel Prešeren zase oz. svoje znance in niso bili za prodajo. V 1050 izvodih, namenjenih prodaji, pa je magistrale spremenil: besedni red je v štirih verzih spremenil tako, da akrostih ni več tvoril Julijinega imena ampak SRIMICJVISZLJI. Prvi verz se npr. glasi: "Slovencam nov poet tvoj venec vije". Z originalnim akrostihom je leta 1834 namreč razburil Primičevo družino; leta 1846 pa je bila Julija poročena in ji najbrž ni želel znova povzročati težav.

## Povzetek Sonetnega venca
V 1. sonetu Prešeren napove, komu je pesnitev namenjena in kakšna je njena zgradba. V začetku soneta se Prešeren odmakne od ljubezenske teme in v ospredju je tema poezije in pesnika. V drugem sonetu pa predstavi širši pomen pesnitve, ki predstavlja prehod iz osebne k nadosebni temi. V drugem delu se razvijeta misel zaupanja v boljšo prihodnost naroda in vera v kulturni razcvet. 
Drugi del predstavljajo 3., 4. in 5. sonet, ki v ospredje postavljajo osebno ljubezen do Julije. Prešeren v 3. sonetu pojasni, zakaj Juliji svojo ljubezen izpoveduje preko pesnitve.  V naslednjem sonetu pa to ljubezen že neposredno izpove. V 5. sonetu Prešeren poveže problema nesrečne ljubezni in disharmonične poezije, a v središču je še vedno ljubezen. 
Za prehodni sonet velja 6. sonet, ki povezuje narodno in ljubezensko temo. 
7., 8. in 9. sonet predstavljajo zaokroženo enoto, ki se nahaja v sredini Sonetnega venca. V sedmem sonetu je podan motiv Orfeja, s katerim se Prešeren naveže na antično tradicijo. Orfej je z igranjem lire ganil tako človeka kot tudi naravo in Prešeren se je nanj navezal predvsem skozi idejo o močnem vplivu poezije na ljudi. Ideja orfeizma pa poveže dve temi soneta, in sicer domoljubno in poetološko. Prešernova ideja je,  da bi lahko velik pesnik Slovence narodno in kulturno prebudil. V naslednjem sonetu se kaže predvsem pesimističen pogled na preteklost Slovencev, ki je vplivala na zaton slovenske umetnosti. Ljubezen do Julije in do domovine, ki je spodbudila nastanek Venca, se poveže v 9. sonetu. 
Naslednji sklop v sonetu tvorita 10. in 11. sonet, ki predstavljata pesnikov obup in temačno razpoloženje. V 11. sonetu Prešeren ljubezen do Julije predstavi kot duhovno odrešitev, za podlago pa mu je antični mit o Orestu. Ko je ta najbolj trpel, mu je sestra Ifigenija pomagala najti pot iz obupa, prav tako kot Prešeren upa, da bo to storila Julija. Prehod med soneti v zadnjem delu Venca pa predstavlja 12. sonet, ki govori o pesnikovi nemoči po ustvarjanju, ki pa bi jo lahko premagal z Julijino naklonjenostjo. 
13. in 14. sonet predstavljata katarzični sklep. V 13. pesnik nagovori Julijo, ki ji pripisuje absolutno moč nad njegovo usodo v 14. pa se pojavi strah pred tem, da bi bila pesem Juliji prej v nadlogo kot v naklonjenost. Na koncu se pa se ponovno pojavi poetološka tema kot zaključek Venca.  

## Pravila zapisovanja sonetnega venca
Med najbolj uveljavljenimi vzorci za zapisovanje je sienski sonetni venec, po katerem se je Prešeren pri pisanju Venca tudi zgledoval. Sestavljati ga mora 15 sonetov, pri čemer se v zadnjem sonetu ponovijo vsi prvi oziroma zadnji verzi vseh 14. sonetov. Pomembno je, da se vsak stih magistrala, kot ga je Prešeren v svoji pesnitvi tudi naslovil, ponovi trikrat. Rima mora biti v kvartetnem delu oklepajoča (ABBA), v tercetnem pa zaporedje CDC/DCD. Verz je praviloma italijanski ali jambski enajsterec. Prešeren se je vseh zapovedi dosledno držal, dodal pa je še artistično dopolnilo – akrostih, v katerem je razkril svojo ljubezen do Julije. 
1
/…/
Ti si življenja mojiga magistrále,
glasil se iz njega, ko ne bo več mene,
ran mojih bo spomin in tvoje hvale.
2
Ran mojih bo spomin in tvoje hvale
glasil Slovencem se prihodnje čase,
ko mi na zgodnjem grobu mah porase,
v njem zdanje bodo bolečine spale.
/…/ 
Magistrale
Poet tvoj nov Slovencem venec vije,
Ran mojih bo spomin in tvoje hvale,
Iz srca svoje so kali pognale
Mokrócveteče rožice poezíje.
/…/

## Teme
V Sonetnem vencu se prepletajo tri poglavitne teme, ki so značilne za Prešernovo pesnjenje in so romantično pojmovane, in sicer: ljubezen, ki se pojavi tako na začetku kot tudi na koncu cikla. Narod, ki prevladuje v osrednjem delu: pesnik je razočaran nad slabo narodno zavednostjo Slovencev ter njihovo neenotnostjo. Ter tretja tema Venca – poezija. Vse tri teme je Prešeren med seboj povezal v naslednji idejni sklop: s tem ko bi ga Julija vzljubila, bi ga tudi odrešila notranjega nemira in mu dala zagona za pisanje poezije, s katero bi kultiviral slovenski narod. Pomemben del Venca predstavlja tudi slovenska zgodovina, ki pa je predstavljena v lepši luči kot nesrečna prihodnost. Vse teme je Prešeren oblikoval s pomočjo mitov iz zgodovine, predvsem antike.

## Motivi
Za najpomembnejša motiva veljata motiv Orfeja in motiv Ifigenije, ki se pojavita v 7. in 11. sonetu. Z motivom Orfeja Prešeren prikaže antično tradicijo skozi romantični pogled. Njegov namen je združitev tako kulturnega kot tudi narodnega prebujenja. Vso to željo pa je Prešeren izrazil s trikratno ponovitvijo De bi … na začetku zadnjih treh sonetov. Drugi motiv je antični motiv Ifigenije, ki pa v ospredje postavlja Oresta in njegovo osebno usodo. Ifigenija je bila tista, ki je bratu pomagala najti notranji mir in prav zaradi tega je Prešeren uporabil ta motiv Ifigenije – ženske odrešiteljice. Motiva se skozi pesnitev med seboj tudi povežeta, in sicer Orfej kot odrešitelj naroda, Ifigenija pa kot odrešiteljica pesnika samega in s tem  povežeta tudi dve glavni temi.

## Zgledi in pobude, ki so Prešerna privedli do pisanja Sonetnega venca
Vzorec Sonetnega venca ni bil Prešernova iznajdba, ampak se je že od 15. stoletja dalje pojavljal v italijanski literaturi. V 18. in 19. stoletju pa je večina priročnikov že vsebovala pravila, kako pisati sonetni venec. Prešeren je za zgled sienski sonetni venec, za obogatitev, pa mu je dodal še akrostih. Od njegovega zgleda pa se razlikuje po tem, da Venec vsebuje neko globlje sporočilo in resne osebnoizpovedno misli, medtem ko je snov italijanskih sonetov družabna in šaljiva dvorska igra v verzih.  
Pobude:
1. Prva pobuda, ki velja za najbolj verjetno, je biografska okoliščina. Usodno naj bi bilo srečanje z Julijo, spomladi 1833 oziroma najbrž že dve leti prej.
a) Pesnitev je z akrostihom (Primicovi Julji) jasno naslovljena na Julijo Primic in jo nekateri prištevajo med temeljne življenjske pobude Sonetnega venca. V Vencu pa je razvidna tudi Prešernova želja po snubitvi Julije. Slodnjak meni, da »Prešeren s sonetnim vencem ni postavil samo svoje pesniške moči na najbolj občutljivo tehtnico, z njim si je hotel pridobiti nič več in nič manj kakor Julijo /…/ brez nje ne bi mogel napisati Venca«.
b) Pri interpretacijah najdemo tudi manj pragmatično razlago, in sicer da je Prešeren v Vencu izrazil notranjo krizo, ki pa je posledica lastnega obupa in neuspeha, ki sta najbolj izražena v Sonetih nesreče. Kot izhod iz krize, je odkril novo upanje – ljubezen do Julije. 
2. Drugi razlog so slovstvenih razmere oziroma obračunavanjih znotraj le-teh, v letih 1833 in 1834 - abecedna vojna. Prešerna so se vse te razprtije močno dotaknile, in to naj bi bil eden izmed razlogov za pisanje Sonetnega venca. Želel je pokazati, da se zgodovina ustvarja skozi umetniška dela in ne skozi boje in prepire. 
3. Na Prešerna sta vplivala tudi brata Schlegel: August in Hans, katerih vodilo je bilo, da na izobrazbo naroda in njegovo kulturno in duhovno moč vplivajo predvsem pesniki, ki s svojo poezijo narod tudi oblikujejo. To je bila misel, ki je Prešernu pomenila veliko spodbudo pri pisanju Venca (in tudi ostale poezije, ki je v tem času nastala), kar je razvidno tudi iz njegovega pisma Stanku Vrazu, v katerem pravi: »Namen naših pesmi in druge literarne dejavnosti ni nič drugega kot kultivirati naš materni jezik.«

## Zgradba Sonetnega venca
V Sonetnem vencu je zgradba ena izmed najpomembnejših sestavin, a ne le iz oblikovnega, ampak tudi iz vsebinskega vidika. Zunanjo zgradbo je Prešeren razkril v prvem sonetu, ki ima dvodelno notranjo zgradbo. V kvartetnem delu najdemo podatek, komu je stvaritev namenjena – Slovencem. V tercetnem delu pa je pesnik izpovedal ljubezen, a komu je namenjena, razkriva šele akrostih. O pisanju le-tega se je Prešeren podučil v starejši italijanski poetiki z naslovom Uvod v poezijo v italijanskem jeziku (Introduzione alla volgar poesia), avtorja Palerma Giambatista Bissa. 
Z zgradbo v Prešernovem Vencu sta se veliko ukvarjala Avgust Žigon in Jože Kastelic. 

### Zgradba Sonetnega venca po Avgustu Žigonu
Žigon je zgradbo predstavil na podlagi naslednje arhitektonske sheme:
```
                       1
                    1    1
                       3
                    2    2
                 3           3
              1                 1 
```

S številko 1 na skrajni levi je Žigon označil prvi, uvodni sonet. V drugem, tretjem in četrtem soneta, ki jih razvrsti v isto skupino (3), Žigon združi kaos, trpljenje, bridkost in hrepenenje. Naslednji del sestavljala peti in šesti sonet (2). Sledi vrh sheme, ki ga predstavljajo 7., 8. in 9.  sonet(3), ki pa so v shemi najprej prikazani s številko 3, nato pa razdeljeni na posamezne enote, trikrat po 1. Osmi sonet za vrhunec pesnitve in je v shemi označen najvišje, medtem ko sta na levo in desno stran razvejani številki pod njim, oznaki za sedmi in deveti sonet. Na desni strani sheme se razvrstita 10. in 11. sonet (2), s poetološko temo, sledi jima sklop treh sonetov (3) in zaključni, 15. sonet ali Magistrale (1), ki ga Žigon poimenuje sklepni sonet, ki »Vseh drugih skupej veže harmonije« - z eno samo, vse celote glavno idejo: o sami usodi le poezije same.

### Zgradba Sonetnega venca po Jožetu Kastelicu
```
           8
        7    9
       6      10
     5           11
   4                12   
 2, 3            13, 14
1                      15
```

Pri tej shemi je Kastelic iskal vzporednice med samimi soneti in jih našel med tistimi, ki so zapisani linearno, v isti vrstici kot kaže shema. Za vrh Venca je, prav tako kot Žigon, določil 8. sonet, okoli njega pa je razvrstil ostale. Vznožje sheme predstavljata prvi in zadnji sonet, ki imata poetološko temo, medtem ko skozi vse ostale sonete prevladuje ljubezenska tema, ki pa se prepleta z ostalima dvema.

## Sonetni venec v evropski in slovenski književnosti
Sonetni venec je veljal za priljubljeno pesniško igro že v italijanski renesansi in se od tam razširil drugod po Evropi. Čeprav pesniško obliko sonetnega venca v slovenski književnosti povezujemo s Prešernom, je število sonetnih vencev in tudi vencev sonetnih vencev v slovenski književnosti zelo veliko. Zaradi zapletenosti je bila ta pesniška oblika izziv številnim pesnikom še stoletje po Prešernu. Sonetni venci so nastajali tudi v vojnem obdobju med letoma 1941 in 1945, celo v zaporih in v partizanskih ilegalah. Znanstveno se je sonetnim vencem posvetil predvsem Boris A. Novak, mdr. v svojih pesmaricah pesniških oblik Oblike sveta in Oblike srca.